# Zoo Korkeasaari
Der Zoo Korkeasaari (finnisch Korkeasaaren eläintarha) auf der Insel Korkeasaari in der Stadt Helsinki ist der älteste und größte zoologische Garten Finnlands. Mit mehr als 500.000 Besuchern pro Jahr ist er eine der beliebtesten Sehenswürdigkeiten der finnischen Hauptstadt.
Neben den Tieren gelten auch die Lage des Zoos auf einer Schäreninsel und die Überfahrt dorthin als Attraktionen für die Besucher. Gegründet im Jahr 1889, zählt der Zoo zu den ältesten der Welt.
Es werden etwa 150 Tierarten und Hunderte verschiedene Pflanzenarten aus aller Welt gehalten. Neben einheimischen Tierarten wie Bär und Waldren finden sich auch exotischere, zum Beispiel Kängurus, Emus, Kamele und Löwen. Für das Wappentier des Zoos, den Schneeleoparden, wird im Europäischen Erhaltungszuchtprogramm auch das Zuchtbuch geführt.

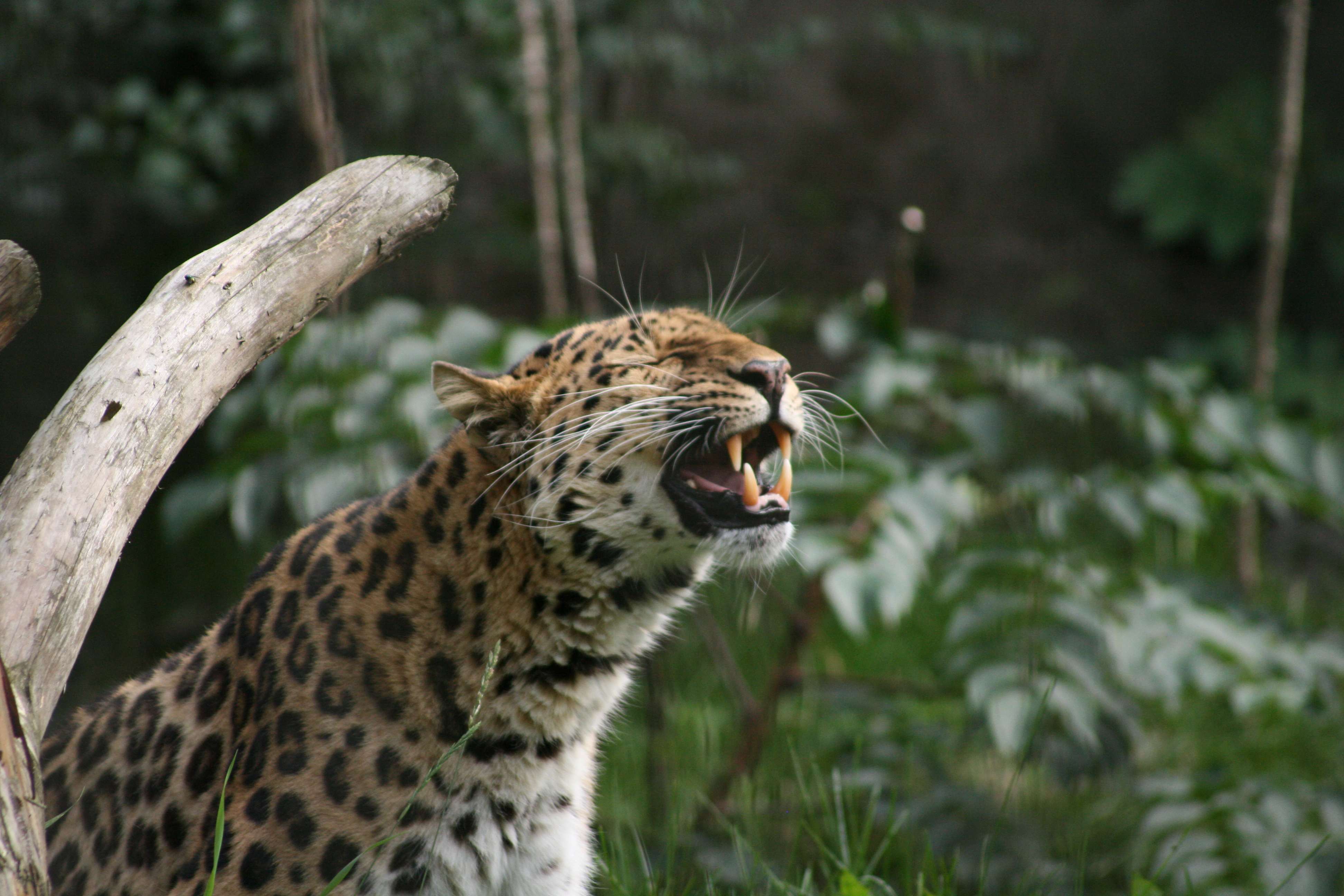
Amurleopard
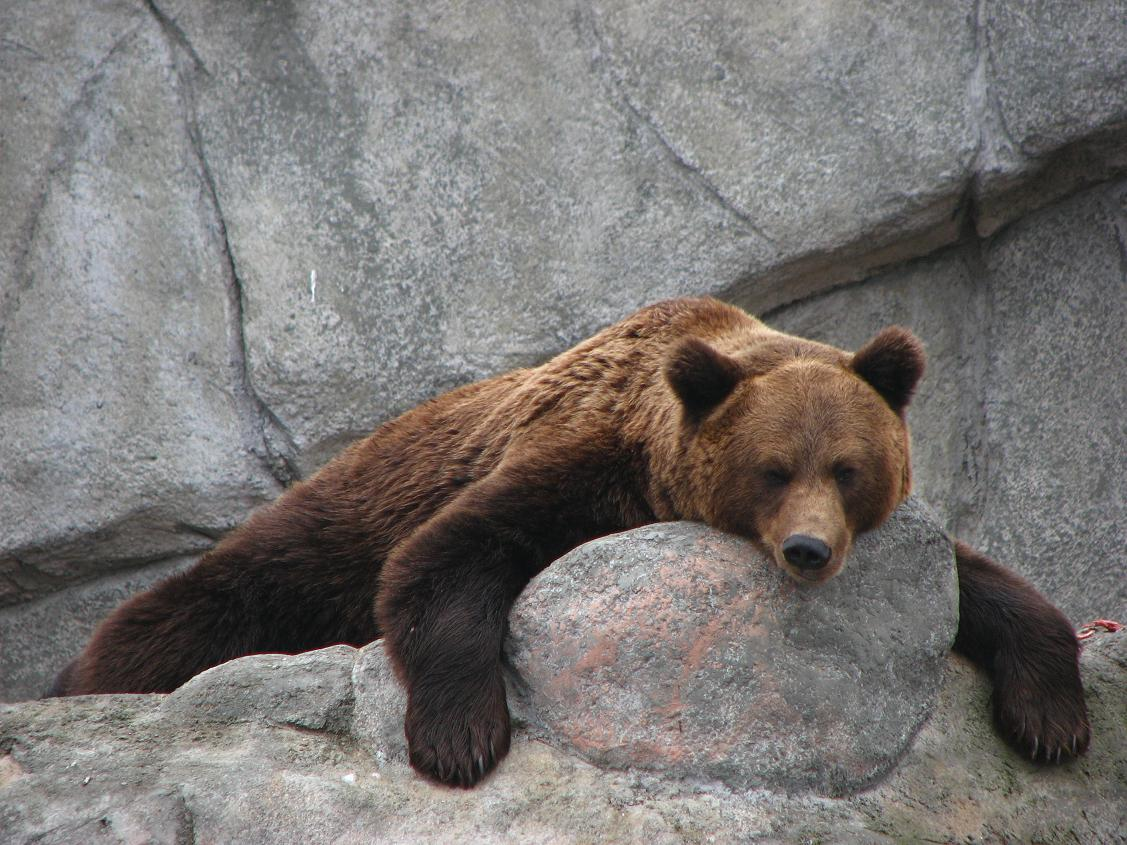
Braunbär
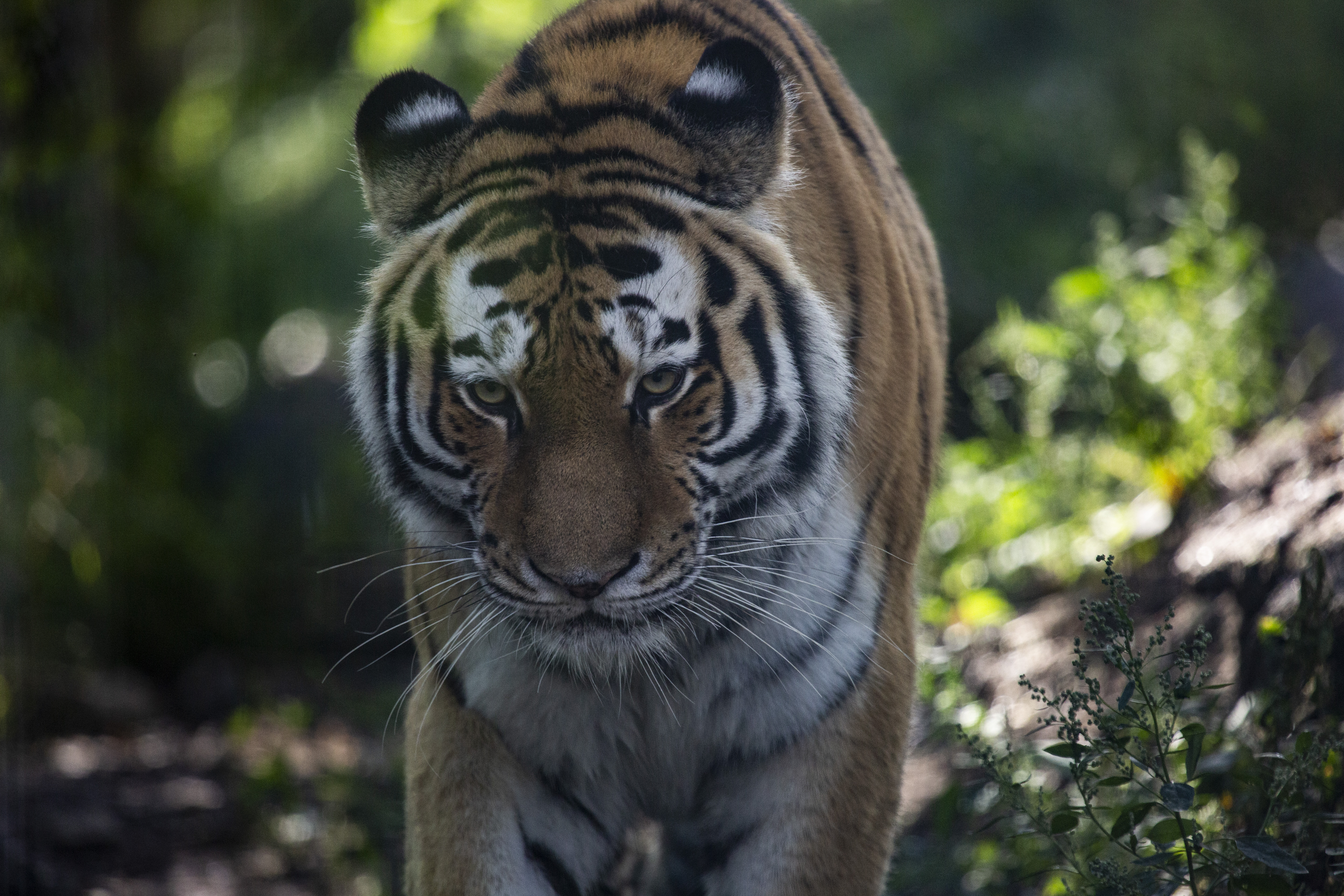
Sibirischer Tiger
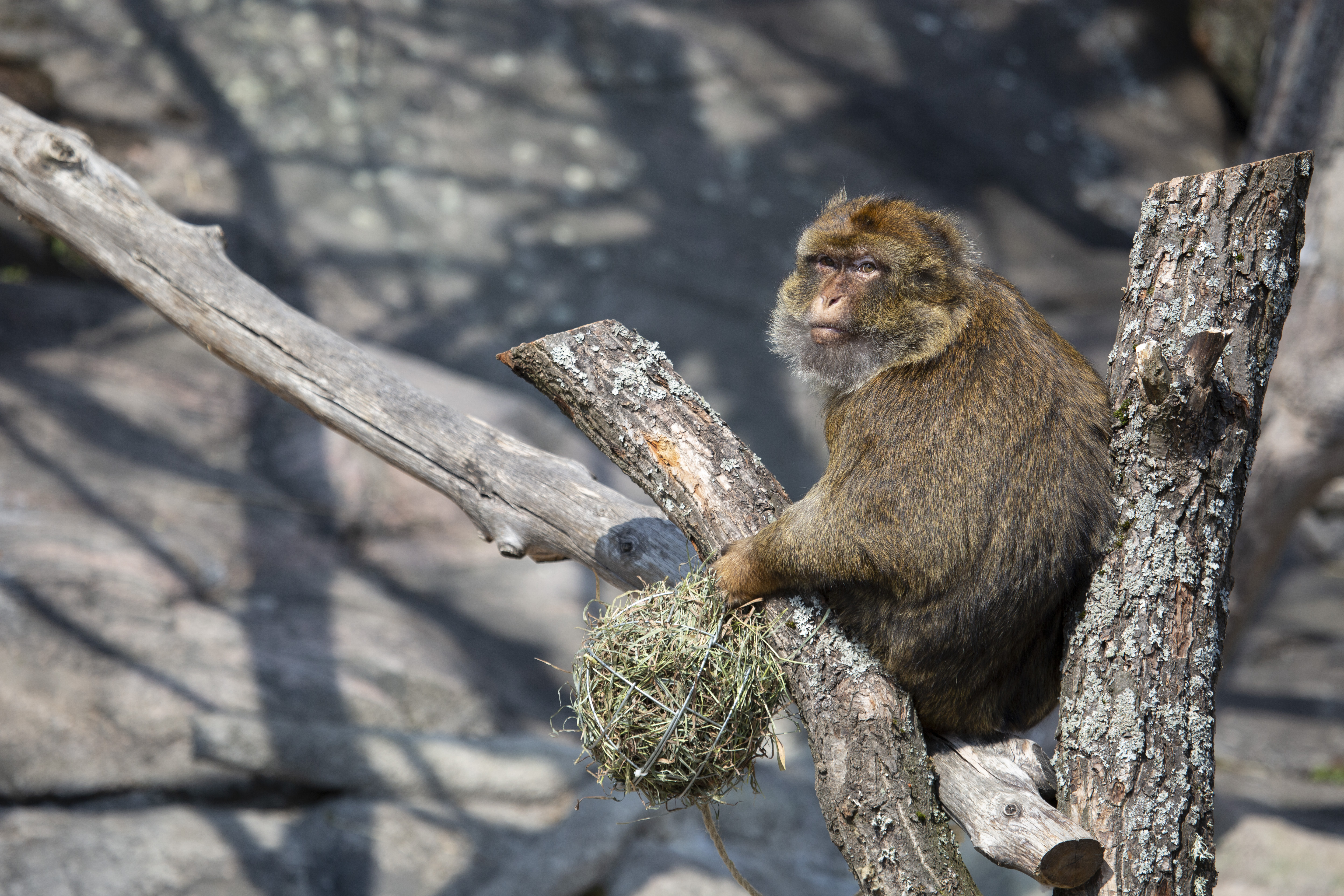
Berberaffe
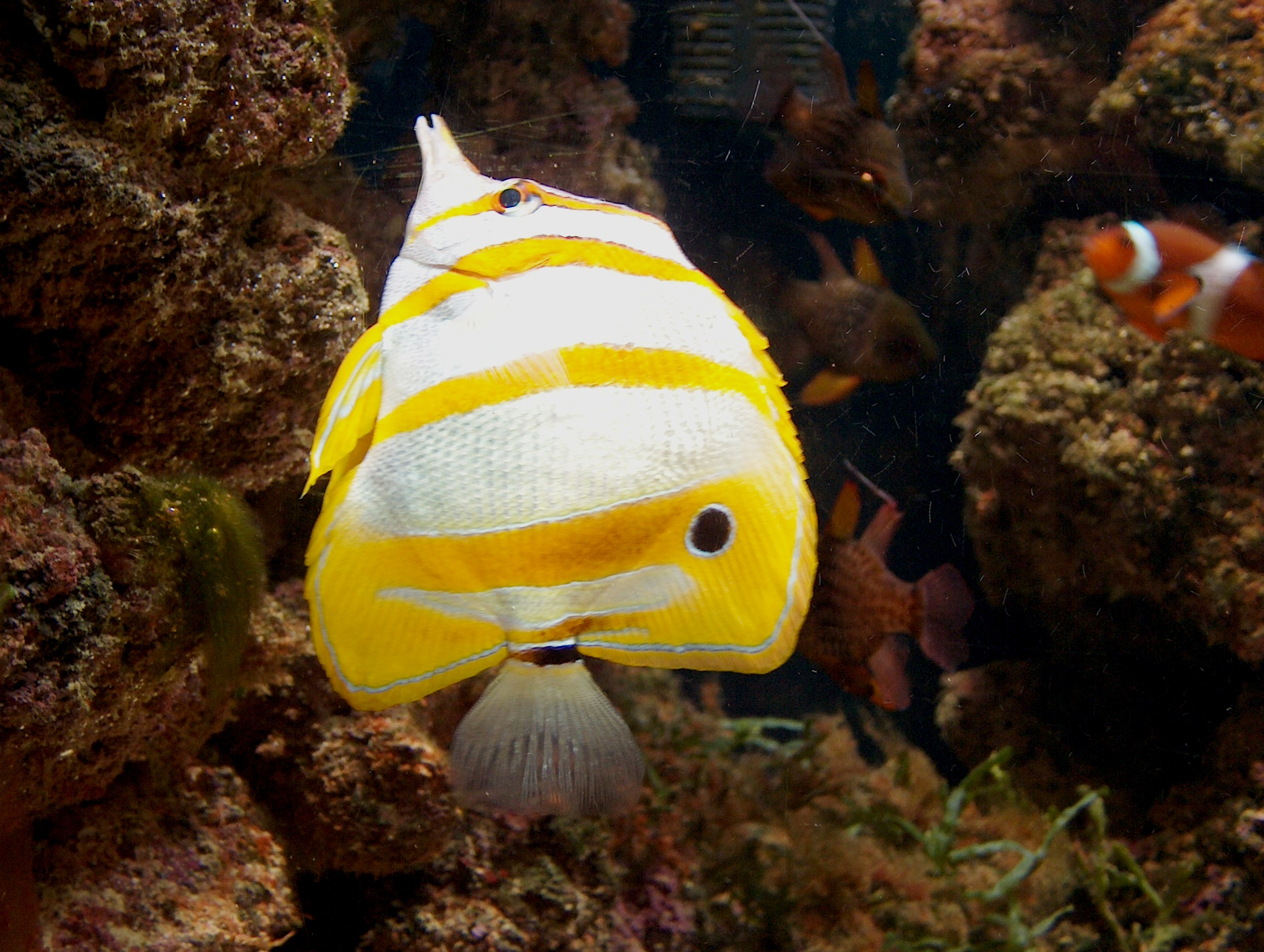
Kupferstreifen-Pinzettfisch
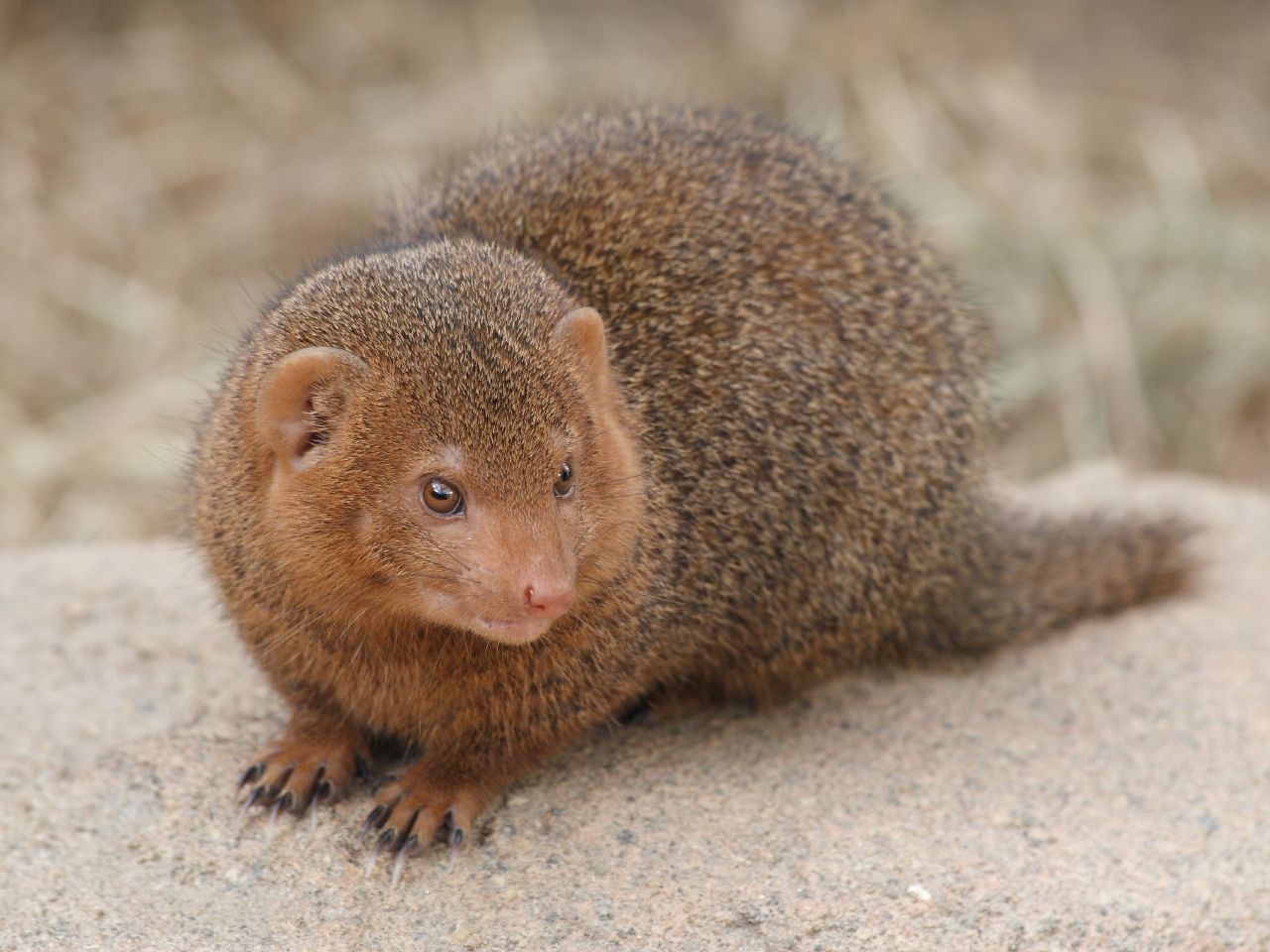
Südliche Zwergmanguste
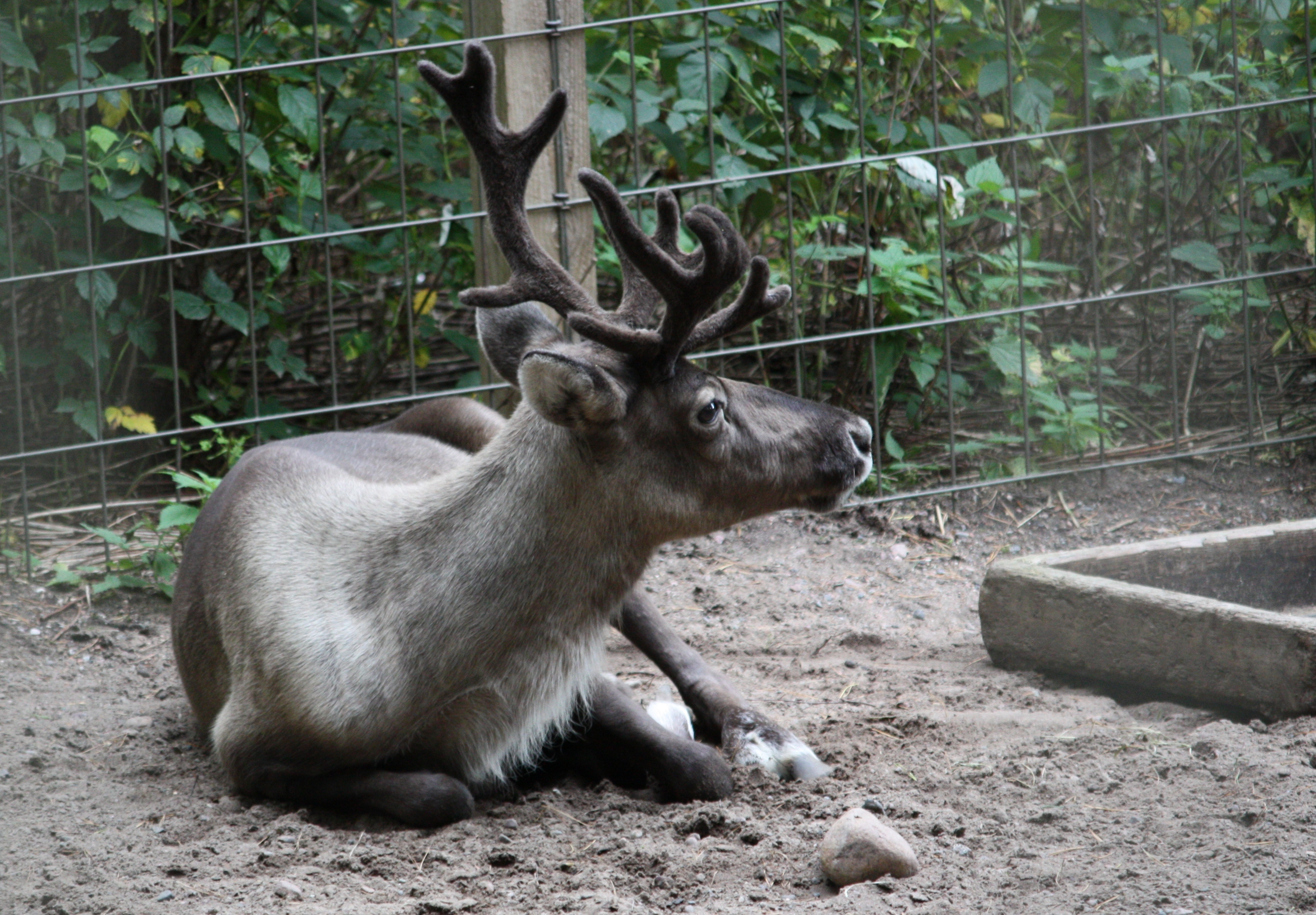
Waldren
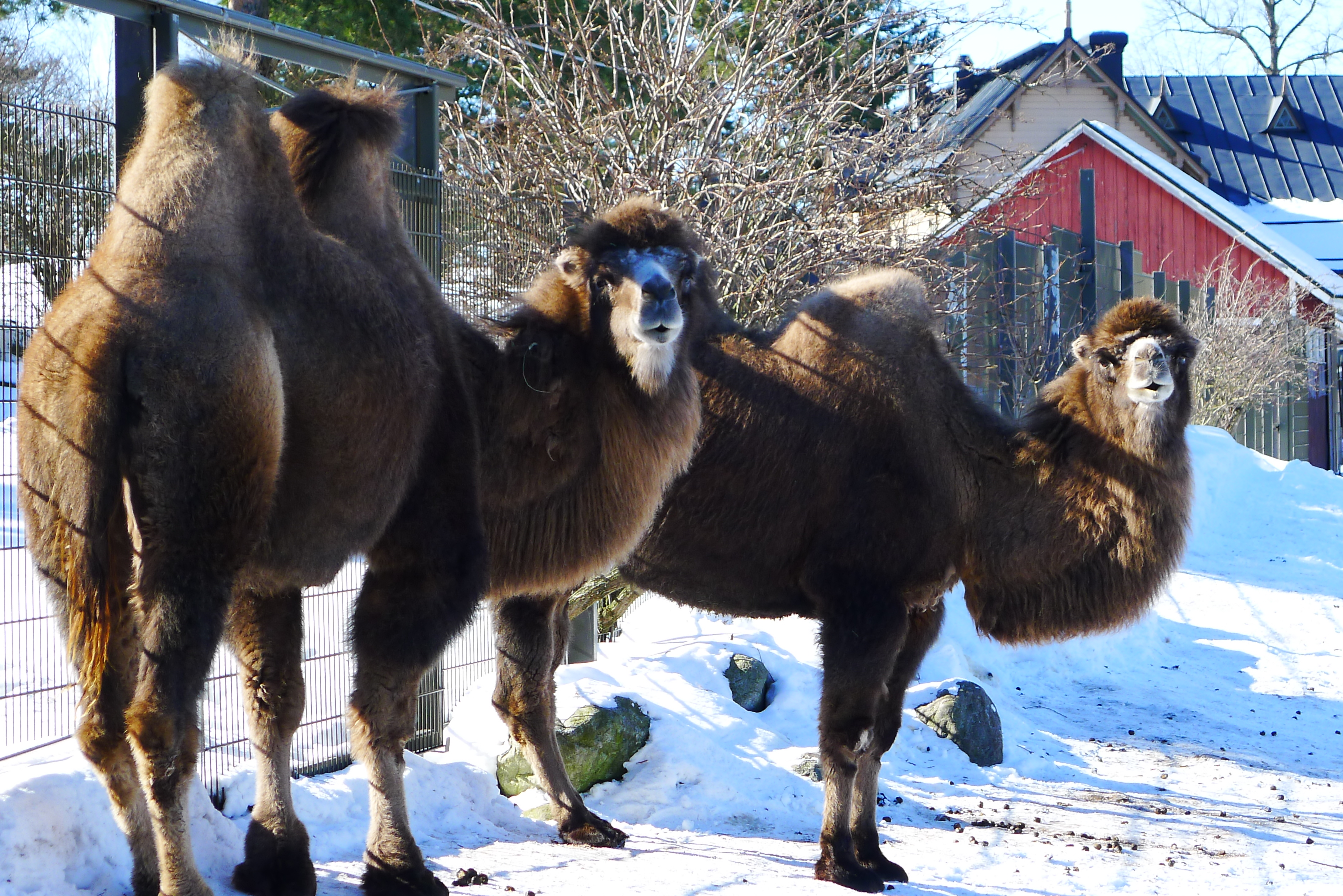
Trampeltier
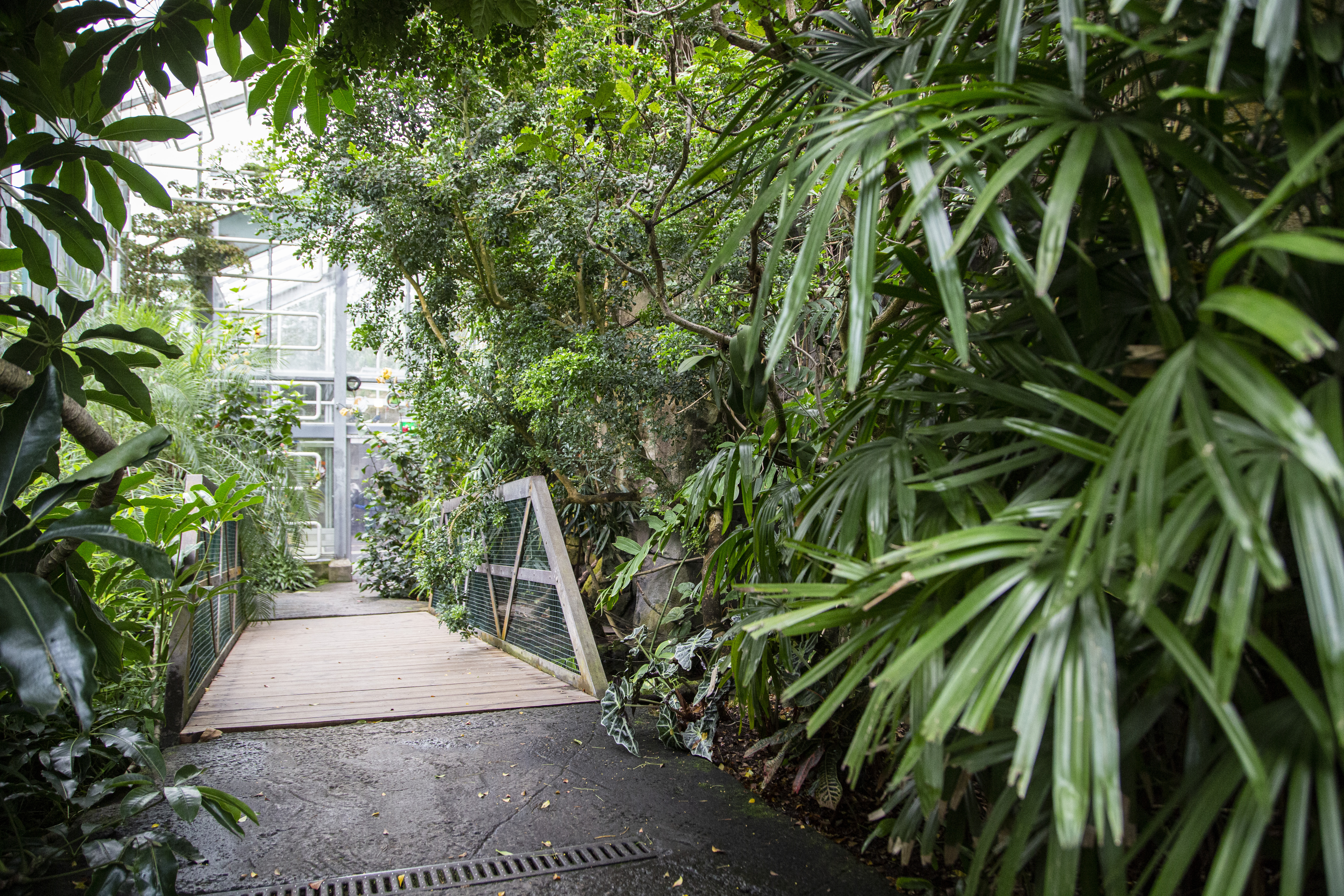
Tropenhaus Africasia